# Corporazione
Una corporazione, in senso proprio,  è un tipo di persona giuridica che ha quale elemento costitutivo un insieme di persone fisiche o giuridiche (gli associati) legate dal perseguimento di uno scopo comune.

## Storia
Figure soggettive analoghe alle attuali corporazioni erano già note nel diritto dell'antica Grecia con il nome di hetaireia (εταιρεία). Il diritto romano conosceva figure soggettive di questo tipo sia in ambito pubblico (tali erano i municipia e le coloniae) sia in ambito privato (con i collegia); per designare tali enti si usavano anche i termini corpus (l'espressione corpus habere indicava il possesso della personalità giuridica) e, in seguito, corporatio (usato dapprima nell'ambito del diritto pubblico) e universitas.
Nel Medioevo si diffusero confraternite basate su uno spirito di reciproca assistenza tra i partecipanti, come le Corporazioni delle arti e mestieri e le Gilde.

## Caratteristiche
Negli ordinamenti di civil law la corporazione si contrappone alla fondazione, che ha quale elemento costitutivo un patrimonio destinato ad uno scopo. 
Negli ordinamenti di common law, invece, la fondazione, come tipo di persona giuridica, è sconosciuta, sicché corporazione (corporation) finisce per diventare sinonimo di persona giuridica.
Corporazioni di diritto privato sono le associazioni e le società aventi personalità giuridica (come le società di capitali). Corporazioni di diritto pubblico sono lo Stato (anche se, in alcuni ordinamenti, ad esempio quello britannico, non è una persona giuridica unitaria, ma un insieme di soggetti) ed altri enti pubblici, tra cui quelli territoriali; peraltro, non tutti gli enti pubblici sono corporazioni (nell'ordinamento italiano non lo è, ad esempio, l'INPS). 
Negli ordinamenti di common law, alcuni uffici pubblici o ecclesiastici (tra i quali lo stesso monarca britannico) sono persone giuridiche a sé in quanto corporation sole: si tratta di una particolare forma di corporazione che, anziché essere costituita da più persone (come la corporation aggregate), è costituita dal solo titolare dell'ufficio.

## Altri significati del termine
Al di fuori dal linguaggio giuridico, il termine "corporazione" è raramente utilizzato con il significato proprio di cui si è detto; è, invece, frequentemente utilizzato per indicare, con una sineddoche, le corporazioni delle arti e mestieri, nonché, per estensione e con intento polemico, quelle categorie professionali e le rispettive associazioni che difendono in modo intransigente propri interessi particolari e privilegi. Alle corporazioni di arti e mestieri del passato si è ispirato in Italia anche il regime fascista nel denominare corporazione gli organismi da esso istituiti, che riunivano i rappresentanti dei lavoratori e dei datori di lavoro di un settore economico. 
Nella lingua inglese, il termine corporation ha appunto un significato diverso ed è utilizzato per indicare una forma legale di organizzazione aziendale negli Stati Uniti ed in altri Paesi. Il riferimento allo status (abbreviato in Corp., con l'aggettivo incorporated, abbreviato in Inc.) compare spesso nella denominazione di questo tipo di società, che possono essere pubbliche o private e possono o meno essere quotate in borsa.